# 維亞切斯拉夫·基里連科

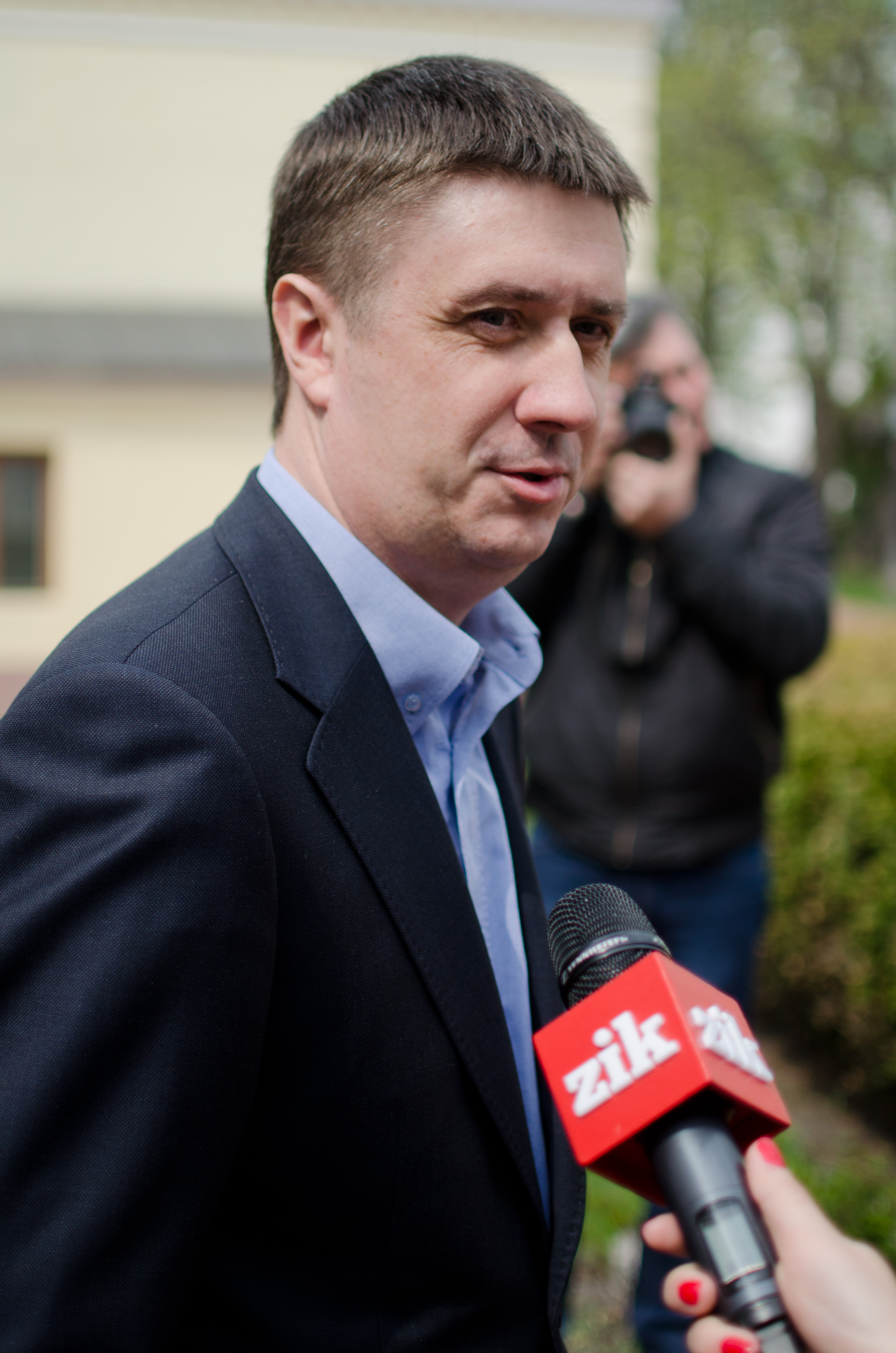
維亞切斯拉夫·基里連科

維亞切斯拉夫·阿納托利約維奇·基里連科（烏克蘭語：В'ячеслав Анатолійович Кириленко；1968年5月18日—）是烏克蘭的政治人物，曾經擔任烏克蘭勞動和社會政策部長及烏克蘭副總理，以及我們的烏克蘭和為了烏克蘭!政黨的黨魁。他自2014年9月開始是人們陣線的黨魁之一。在2012年烏克蘭國會選舉中，他當選最高拉達議員。基里連科已經結婚並育有一兒一女。